# Demokratická strana Srbska
Demokratická strana Srbska (v srbské cyrilici Демократска странка Србије, zkratka ДСС/DSS) je srbská konzervativní strana. Hlásí se také k euroskeptismu a tradicím křesťanské demokracie. Ostře odmítá nezávislost Kosova a případné členství Srbska v NATO. Jejím dlouholetým předsedou je bývalý premiér země Vojislav Koštunica.
DSS vznikla 26. června 1992 odtržením od Demokratické strany. Byla jedním ze zakládajících členů demokratické opozice Srbska, koalice různých politický stran, které se postavily proti Socialistické straně Srbska a Slobodanu Miloševićovi. V roce 2000 vyhrál její předseda v napjatých prezidentských volbách (Vojislav Koštunica porazil Slobodana Miloševiće), v prosinci 2000 se po parlamentních volbách DSS stala i vládní stranou (avšak pouze s minoritním zastoupením a dvěma ministry). V parlamentních volbách v roce 2012 získala 7 % hlasů. Ve volbách v roce 2014 obdržela 4,24 % hlasů, a ztratila tak zastoupení v srbském parlamentu.

## Významní členové
- Vojislav Koštunica
- Aleksandar Popović
- Slobodan Samardžić
- Aleksandar Pravdić
- Dragan Jočić
- Miloš Aligrudić
- Radomir Naumov
- Dragan Maršićanin
- Predrag Bubalo
- Vladeta Janković
- Draško Petrović
- Mirko Petrović
- Đurđe Ninković
- Milan Parivodić
- Vladan Batić